# TN 75
La TN 75 (abréviation de « tête nucléaire 75 ») est une ogive thermonucléaire de fabrication française utilisée dans les missiles balistiques stratégiques lancés depuis les sous-marins nucléaires lanceurs d'engins de nouvelle génération (SNLE-NG) de la classe Le Triomphant. Elle est remplacée à partir de 2016 par la tête nucléaire océanique (TNO).

## Caractéristiques
C'est une version plus petite, durcie et furtive que la TN 71 qui la précédait. D'une masse diminuée de 40 %, elle aurait  une puissance, officiellement tenue secrète (information couverte par le « Secret défense »), de 110 kt selon certaines sources.
Elle a été développée entre 1987 et 1996 par la Direction des applications militaires du CEA. Les matières explosives, comme pour toute tête thermonucléaire, comportent trois éléments principaux, qui sont de l'uranium, du plutonium et du tritium, de qualités militaires. L'uranium hautement enrichi en isotope 235 a été produit à l'usine de la COGEMA à Pierrelatte. Le plutonium hautement enrichi en isotope 239 a été produit à l'usine de la COGEMA à Marcoule. Ces deux productions ont été réalisées avant l'arrêt définitif de la production d'uranium et de plutonium par la France en 1997, le pays disposant d'un stock suffisant pour ses besoins présents et futurs. Le Tritium était produit dans les réacteurs Célestin I et II de l'usine de Marcoule du CEA, eux aussi arrêtés depuis 2009.
Elle est au cœur d'une polémique internationale en juin 1995, lorsque le Président de la République Jacques Chirac décide de rompre le moratoire et ordonne la réalisation d'une dernière campagne d'essais nucléaires dans le Pacifique, afin de compléter les données scientifiques et techniques pour passer définitivement à la simulation.
Mise en service en octobre 1996, elle équipe les missiles M-45 et M-51 destinés aux SNLE-NG. Le site web de la revue Bulletin of the Atomic Scientists indique qu'il y avait 96 ogives TN 75 en service en 1999 et 288 en 2005.